# バルタザール・ガーゴ
バルタザール・ガーゴ（Balthasar Gago、1521年ごろ - 1583年1月9日）は、ポルトガルのイエズス会宣教師。

## 経歴・人物
リスボンに生まれ、1546年に25歳前後でイエズス会士となる。1548年にはポルトガル領インドに来航し、4年後の1552年（天文21年）には同地で滞在していたフランシスコ・ザビエルにより派遣されたことによって日本へ来航した。翌1553年（天文22年）にはコスメ・デ・トーレスからの要請により、大友義鎮の許可を経て豊後や博多、平戸など九州地方を中心に布教活動を行った。
また布教活動を始めたころには、ザビエルが制定したキリスト教の教理問答書の「ドチリナ・キリシタン」を参考に教会用語の再検討に携わった。その内容についてはキリスト教の概念を日本語にあたる用語は存在していなかった事により、仏教用語を使用するが誤解を少なくするために信仰の意味を表す「ヒイデス」や祈願の意味を表す「オラシヨ」などの約55語は原語そのものでありその他の用語はおおむね仏教用語を参考に翻訳する。この翻訳を用いた著書が同じイエズス会士で日本人キリシタンのロレンソ了斎との協力により、1555年（弘治元年）に『二十五箇（カ）条』の制作に携わった。その後は病気により、1560年（永禄3年）に離日し、翌年インドに戻りゴアにて死去した。